# Канилле, Михаил Андреевич
Михаил Андреевич Ильич Канилле (1836 — 27 января [8 февраля] 1883) — российский архитектор, гражданский инженер, преподаватель. Автор ряда зданий в Санкт-Петербурге. 

## Биография
Брат пианиста Ф. А. Канилле. В 1850 году поступил в Петербургское строительное училище, которое окончил в 1859 году c правом на чин X класса. В том же году 
назначен помощником начальника искусственного стола в санкт-петербургском губернском строительном комитете и вскоре перемещён на такую же должность во II отделение департамента проектов и смет Главного управления путей сообщения. В 1865 году возведён в звание архитектора и определён архитектором скулянского и кубейского таможенных округов в Бессарабской губернии. В 1866 году был оставлен за штатом и поступил чиновником в канцелярию синодального обер-прокурора. В 1867—1871 годах работал в департаменте водяных сообщений. 
Был одним из сотрудников архитектора К. Я. Маевского по постройке императорского дворца в Киеве, за что награждён орденом Святого Владимира 4-й степени. В 1871 году получил звание инженер-архитектора. В 1872 году начал службу в Техническо-строительного комитета Министерства внутренних дел, в должности младшего (с 1873), а затем — старшего (с 1877) техника по чертёжной части. С конца 1870-х годов работал над частными постройками в Петербурге, большей частью в соавторстве с другими архитекторами.
В 1878 году вместе с архитектором А. Г. Озеровым с ознакомительной целью был командирован в Париж на Всемирную выставка (1878). За предоставленный отчёт о командировке в 1881 году удостоен благодарности министра внутренних дел. В 1879 году был приглашён советом Строительного училища в помощь профессору Э. И. Жиберу по предмету составления и подготовки архитектурных проектов в старших курсах. Действительный член Петербургского общества архитекторов (с 1872 года). Коллежский советник.
Имел награды: орден Святого Владимира 4-й степени, орден Святого Станислава 2-й степени (1873).
Скончался 27 января (8 февраля) 1883 года после болезни, похоронен на Новодевичьем кладбище.

## Проекты и постройки

### Санкт-Петербург
- Церковь в доме синодального подворья (отделка интерьеров). 8-я линия ВО, 61 (1868; не сохранилась)[1];
- Доходный дом (правая часть). Канонерская улица, 2 (1873)[7][8];
- Доходный дом Балабина (совместно А. Ю. Новицким)[9]. Садовая улица, 18 (1874);
- Доходный дом (перестройка; совместно А. Г. Вейденбаумом)[9]. Набережная Крюкова канала, 7 — улица Союза Печатников, 2 (1874)[7][10];
- Конкурсный проект Собора Воскресения Христова на Крови (1881, не реализован)[11][12].

### Киев
- Мариинский дворец (отделка интерьеров, 1871)[1].